# 基什毛尔尧
基什毛尔尧，是匈牙利豪伊杜-比豪尔州所辖的一个村。总面积47.16平方公里，总人口1240，人口密度26.3人/平方公里（2011年1月1日）。